# Ofenplatte

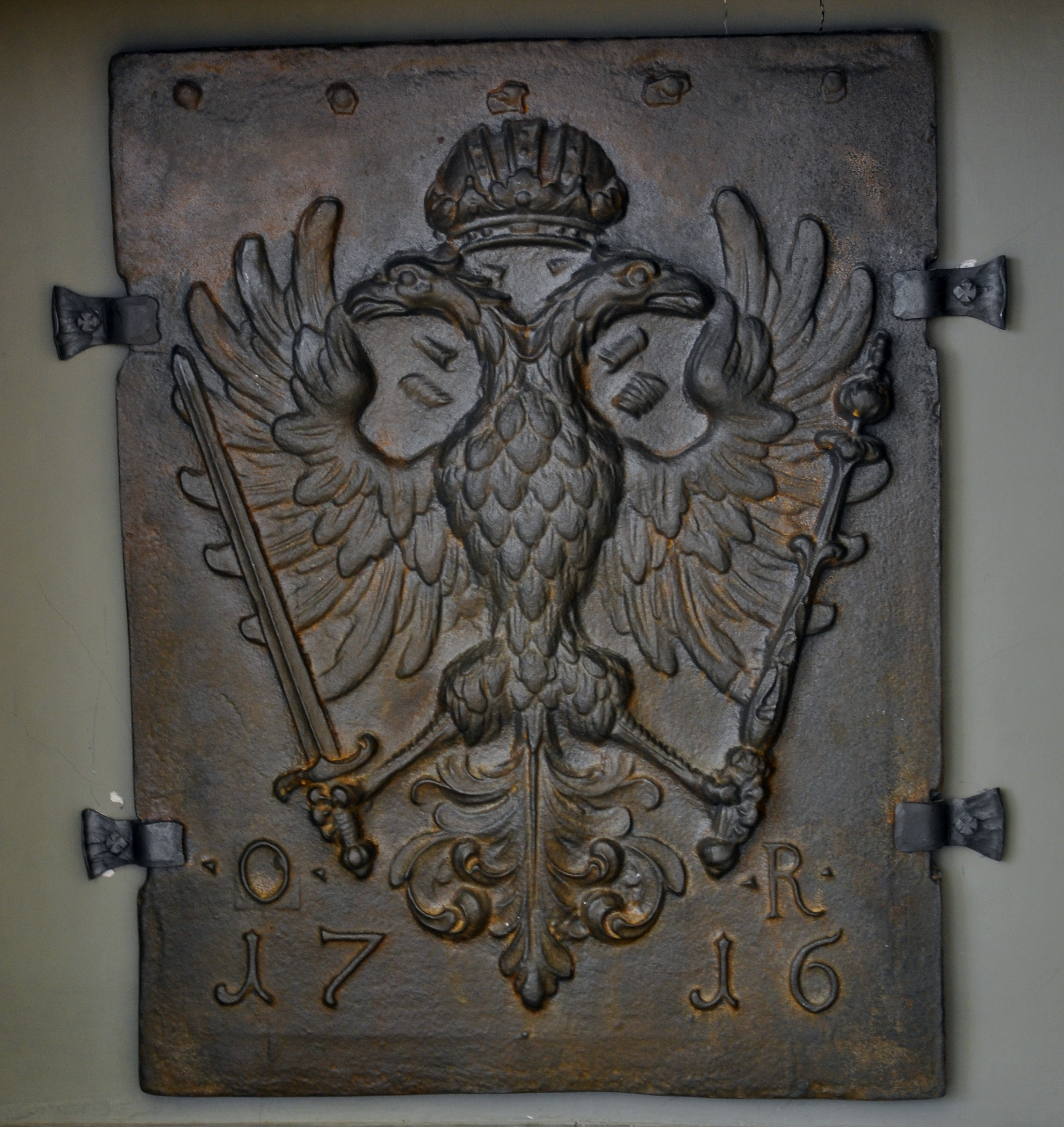
Ofenplatte mit Wappen

Ofenplatten sind gusseiserne Platten in unterschiedlichen Größen die oft mit Reliefs geschmückt sind. Es handelt sich um Einzelteile von eisernen Kastenöfen, die vom 15. bis 19. Jahrhundert verbreitet waren.

## Geschichte
Mit zunehmender Entwicklung der Eisengießerei nach dem Entstehen leistungsfähiger Hochöfen begann am Ende des 15. Jahrhunderts die Entwicklung eiserner Kastenöfen zur Beheizung von Räumen, die aus einzelnen Gusseisenplatten zusammengesetzt wurden. Die am weitesten verbreitete Form war der sogenannte Hinterladerofen, der aus insgesamt fünf Platten bestand: Boden- und Deckplatte, einer Vorderplatte und zwei seitlichen Platten, die alle miteinander verschraubt wurden. Boden-, Deck- und Seitenplatten waren zudem in die hinter dem Ofen stehende Wand eingemauert. Durch eine Öffnung in der Wand konnte der Ofen vom Nachbarraum aus befeuert werden. Die Vorderplatte und die beiden Seitenplatten wurden meist mit Reliefs geschmückt. Sie stellten häufig Heilige, Szenen aus der Bibel oder historische Ereignisse dar, häufig wurden auch Wappen verwendet. Die Model für diese Reliefs wurden oft nach Vorlagen bedeutender Künstler geschnitzt. Die Boden- und Deckplatte blieben unverziert, sie waren aber meist mit einer umlaufenden Nut versehen, in der die Seiten- und Vorderplatten saßen. Manchmal wurde der Ofen auch noch mit einem Aufbau aus Kacheln versehen, so dass eine Mischform zwischen Eisen- und Kachelofen entstand. In diesem Fall hatte die Deckplatte des Eisenofens eine Öffnung, durch die die Hitze des Feuers in den Aufbau gelangen konnte. Bei manchen Öfen saß auf dem unteren Kasten auch ein zweiter, ebenfalls aus Eisenplatten gebildeter. Zur Verbindung der Seiten- und der Frontplatte wurden schmale, oft verzierte Deckleisten verwendet, die von außen über die Ecke des Ofens gelegt und von innen mit Schrauben gesichert wurden. Der ganze Kastenofen ruhte unten auf einem gemauerten oder aus Stein gehauenen Sockel, manchmal aber auch auf Säulen oder eisernen Füßen.

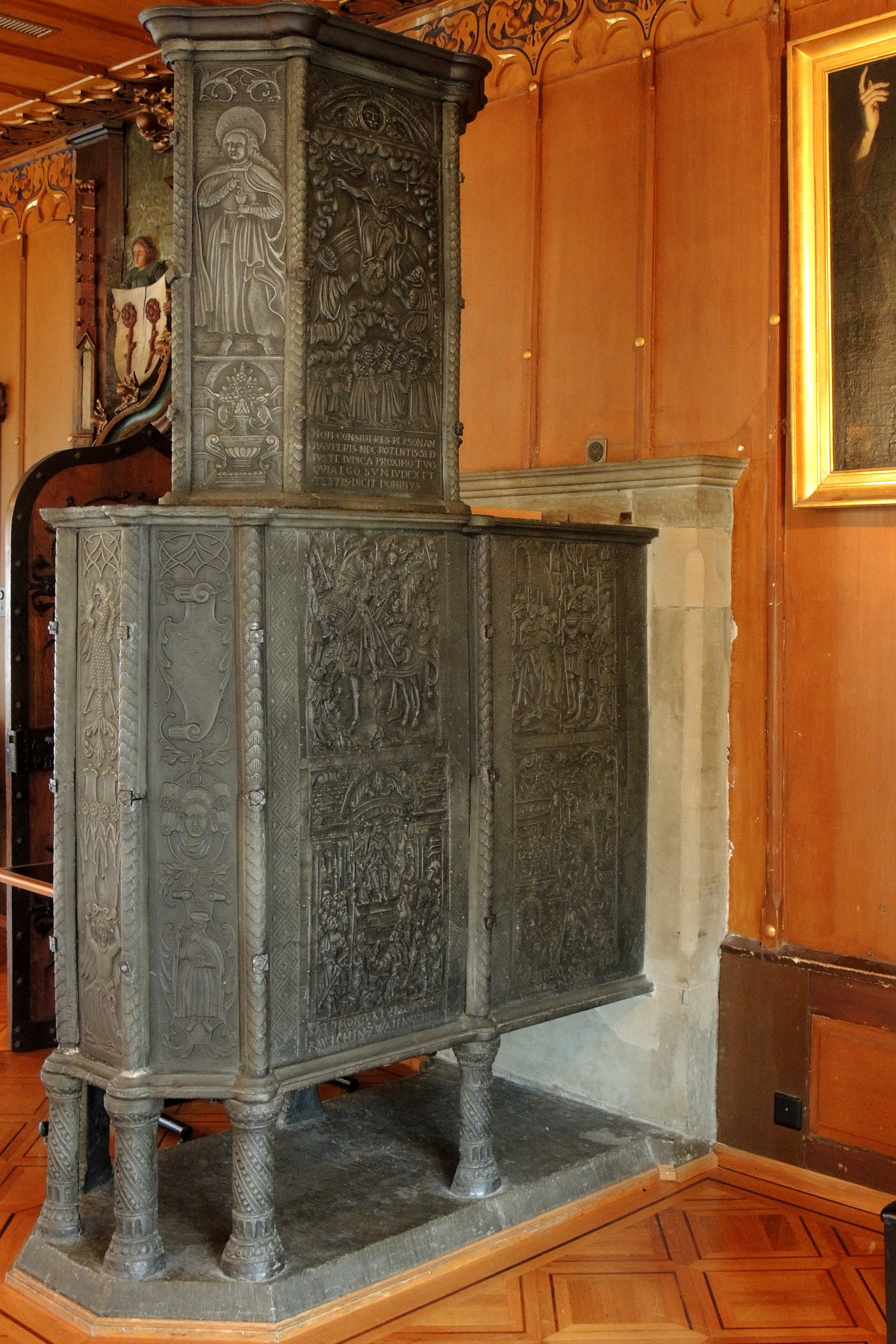
Renaissanceofen (Jahreszahl 1572) im Rathaus Rapperswil, aufgebaut aus Ofenplatten

Durch die ab der Mitte des 18. Jahrhunderts aufkommenden Rundöfen (die auch scherzhaft Kanonenofen genannt wurden), sank die Bedeutung der Plattenöfen. Im 19. Jahrhundert verschwanden sie endgültig aus der Produktion der Eisenhütten. Die einzelnen Platten abgebauter Öfen wurden aber oft für andere Zwecke verwendet, z. B. als Schachtdeckel auf Jauchegruben oder Wetterschutzdach auf Schornsteinen (wegen ihres hohen Gewichts mussten sie dort nicht weiter befestigt werden). Durch die häufige Zweitverwendung blieben sie erhalten und wurden schon bald von Sammlern gesucht; bis heute sind sie auf dem Antiquitätenmarkt beliebt. Sie werden häufig mit Takenplatten oder Kaminplatten verwechselt, zumindest die Seitenplatten eines Ofens lassen sich aber durch ihren unverzierten Seitenrand (der in der Mauer saß) leicht unterscheiden. Boden- und Deckplatten finden sich in Sammlungen meist seltener, da sie nicht besonders dekorativ sind. Von verschiedenen Gießereien werden heute auch Ofenplatten nachgegossen, für den Sammler ist hier Vorsicht geboten, da sie oft als Originale verkauft werden.

## Museum
Im Heinrich-Blickle-Museum in Rosenfeld und im Volkskunde- und Freilichtmuseum Roscheider Hof sind Ofenplatten aus verschiedenen Jahrhunderten ausgestellt.